# پاویون بارسلونا

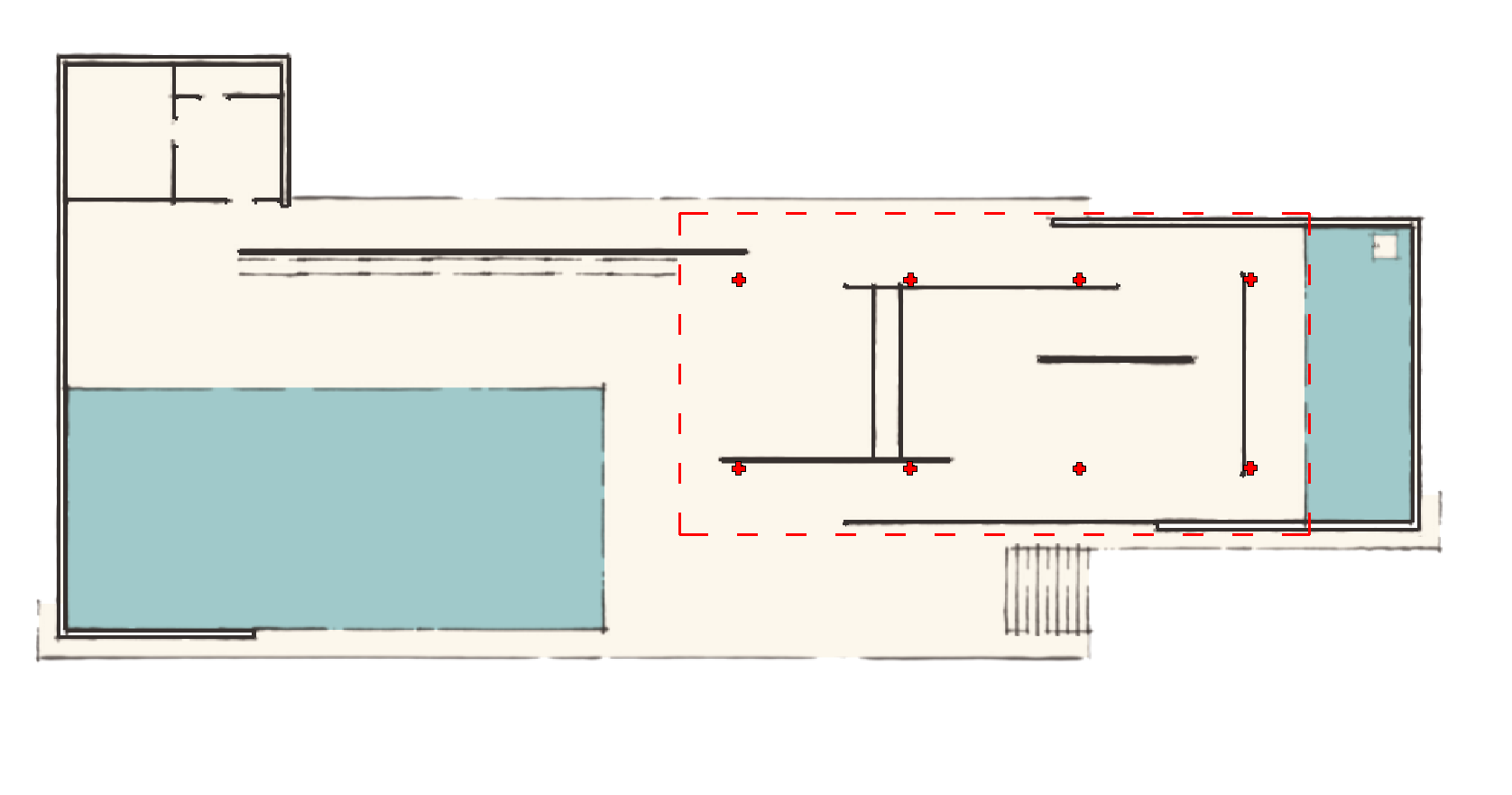
نقشه غرفه بارسلونا

پاویون بارسلونا یا غرفه بارسلونا (به انگلیسی: Barcelona Pavilion)، طراحی شده توسط لودویگ میس ون در روهه، غرفه آلمان برای نمایشگاه بین‌المللی ۱۹۲۹ در بارسلونا، اسپانیا است. این ساختمان برای افتتاح رسمی از بخش آلمان در نمایشگاه استفاده شده‌است. این ساختمان، مهم در تاریخ معماری مدرن متعالی، و شناخته شده برای فرم ساده آن و استفاده دیدنی و جذاب آن از موادی، مانند سنگ مرمر، سنگ باباغوری و سنگ تراورتن است. همان ویژگی‌های مینیمالیسم و دیدنی را می‌توان به‌طور خاص در مبلمان آن به نام صندلی بارسلونا دید. بسیاری از ساختمان‌های مدرن مهم، از جمله کاخ کپل مانور مایکل ونسر در کنت از آن الهام گرفته‌اند.

## نگارخانه

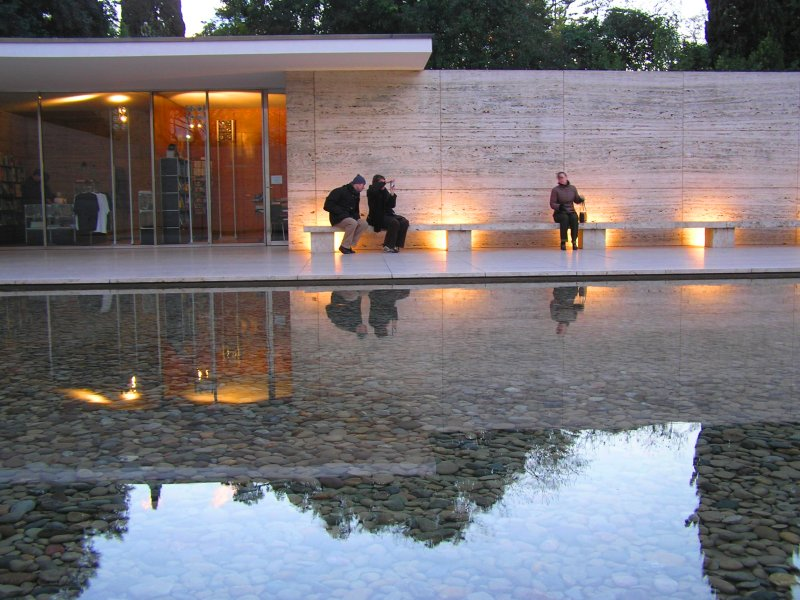
بازسازی غرفه بارسلونا
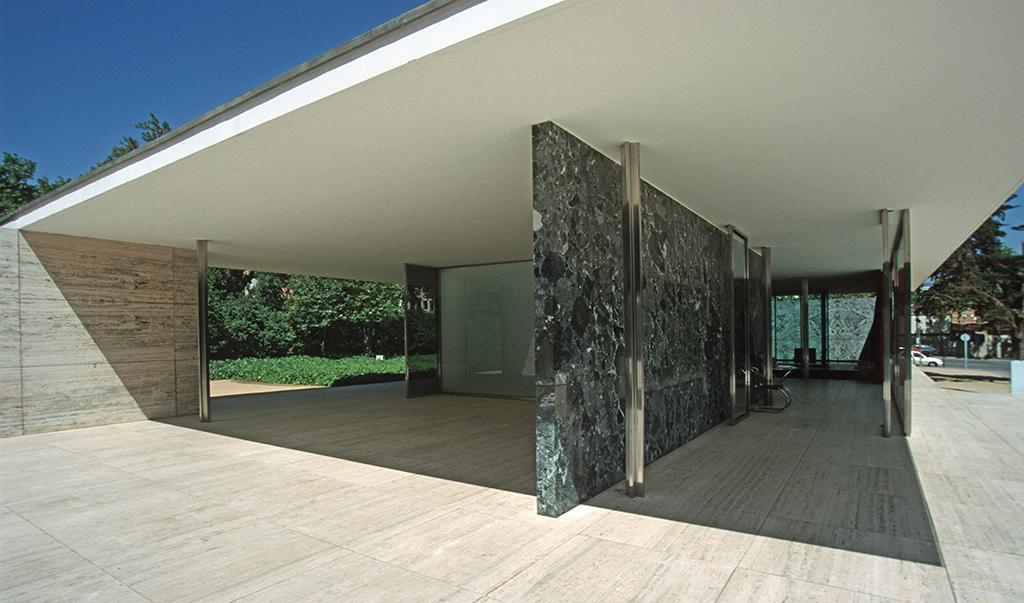
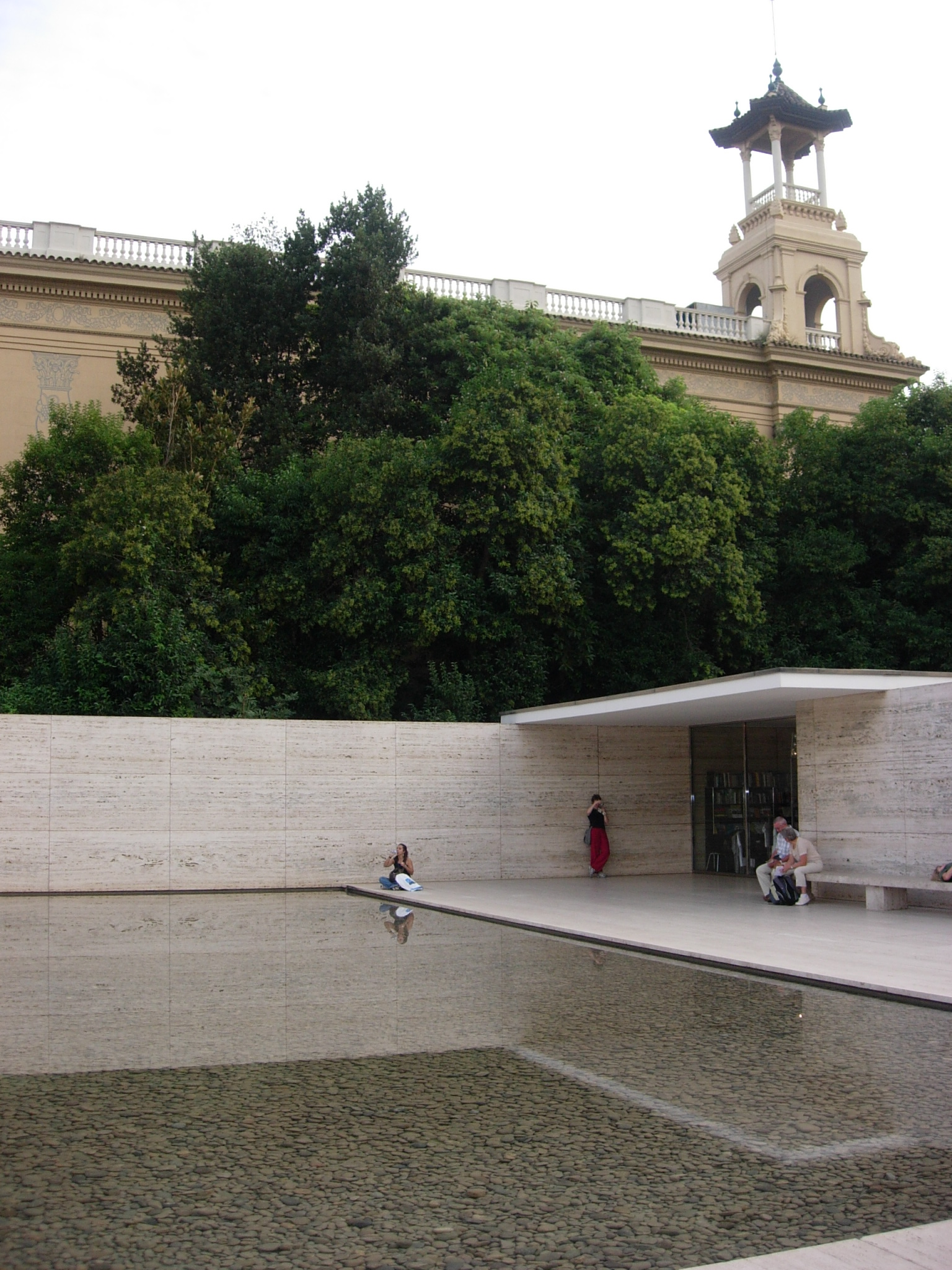
دال کف طرح ریزی شده بیرون و بالای آب
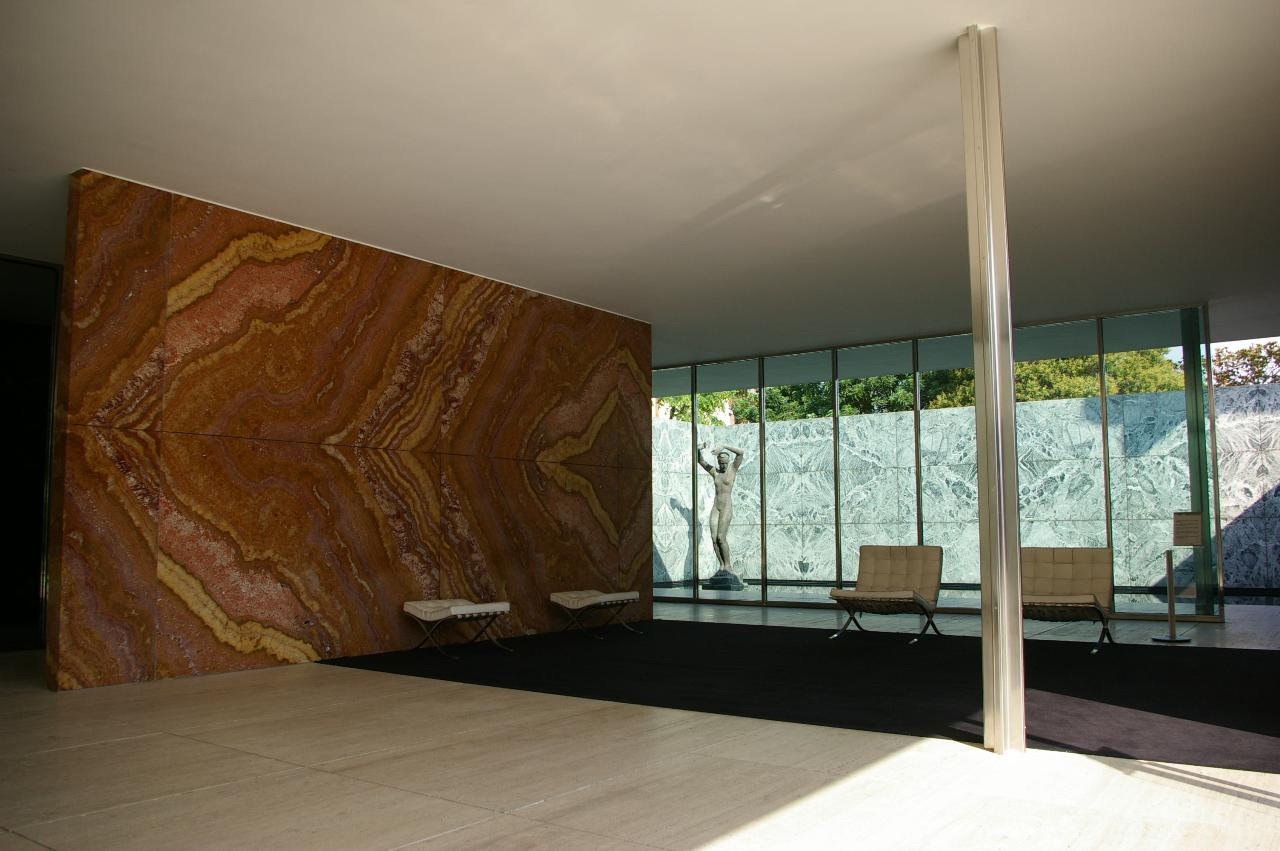
یکی از ستون‌های فولادی
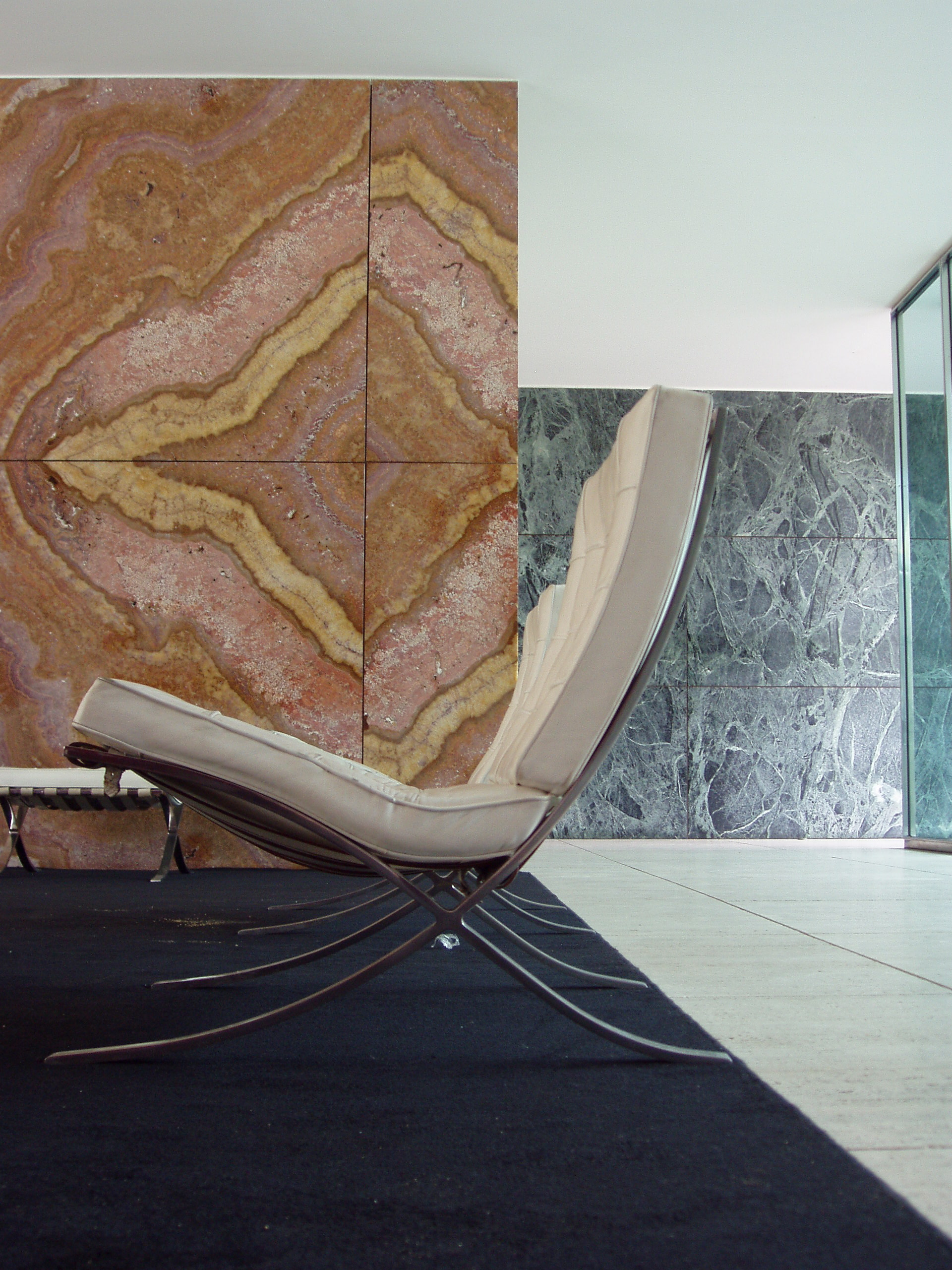
صندلی بارسلونا و متریال دیوارهای منحصر به فرد
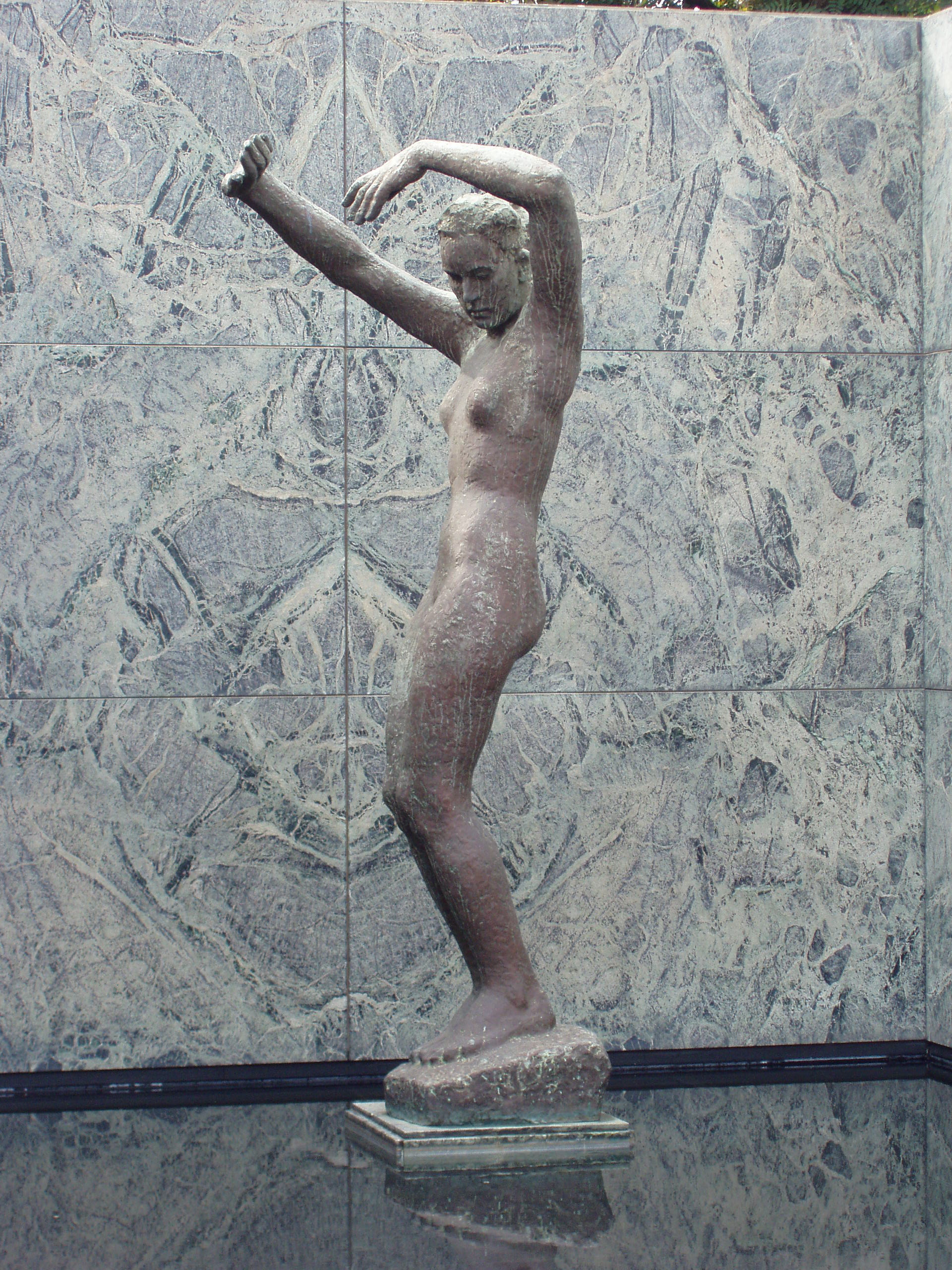
آلبا توسط گئورگ کولب